# Биндорф (Бернбург)
Биндорф (нем. Biendorf) — деревня в Германии, в земле Саксония-Анхальт.
Входит в состав города Бернбург района Зальцланд. Население составляет 820 человек (на 31 декабря 2006 года). Занимает площадь 4,75 км².

## История
Впервые упоминается 2 ноября 974 года как Биндорп. В 1844 году в Биндорфе проживало 158 Menschen in Biendorf.
До 31 декабря 2009 года Биндорф имела статус общины (коммуны). 1 января 2010 года вошла в состав города Бернбург.